# Biserica de lemn din Poiana, Ialomița

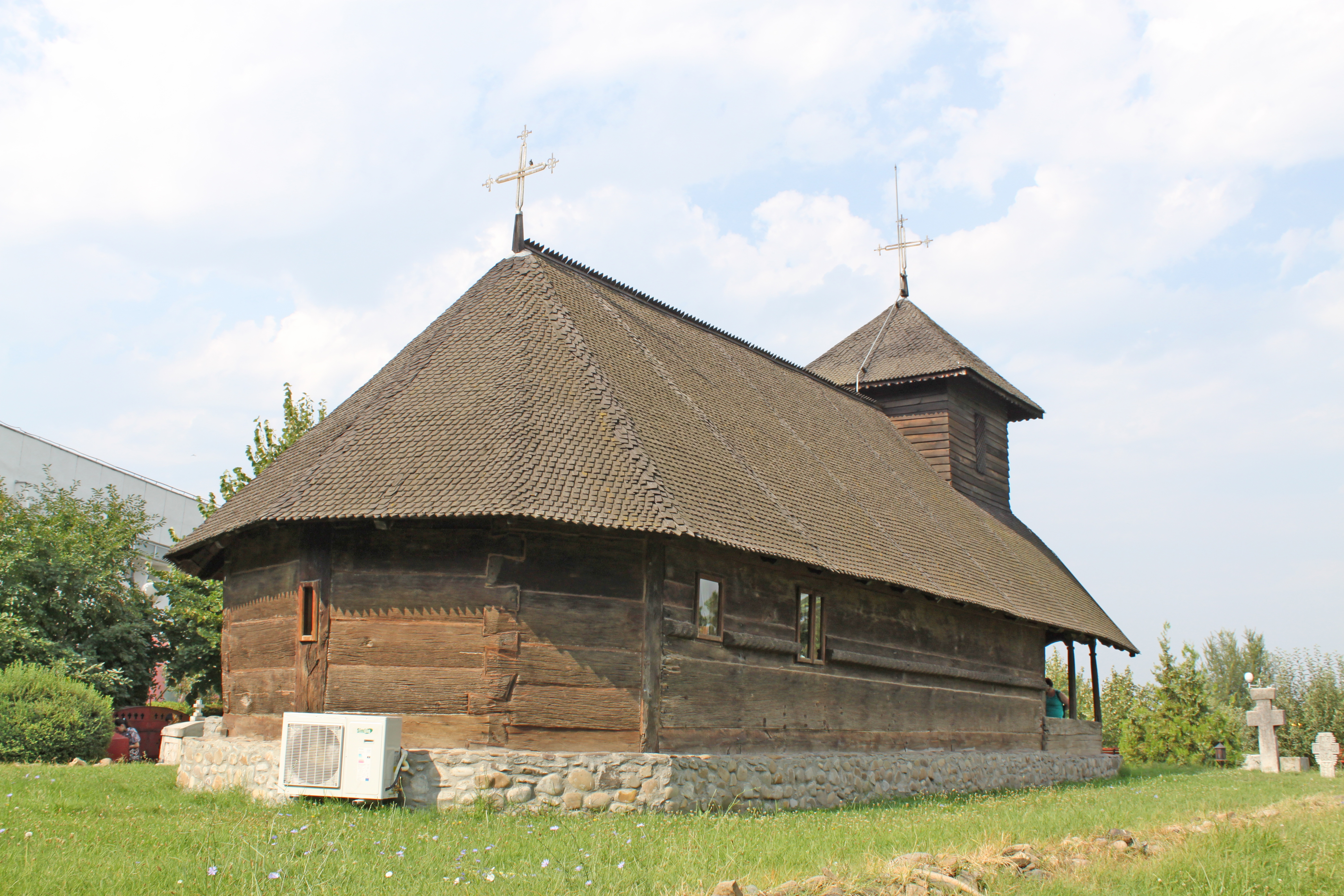
Biserica de lemn din Poiana, județul Ialomița,
strămutată la Slobozia

Biserica de lemn din Poiana din localitatea omonimă în județul Ialomița a fost transferată și salvată în Muzeul Național al Agriculturii din Slobozia în anul 2000. Construcția are hramul „Sf. Nicolae” și este antedatată de o inscripție din 1737. Biserica se află pe noua listă a monumentelor istorice din județul Ialomița sub codul LMI:  IL-II-m-A-14075.

## Istoric și trăsături
Pisania pusă deasupra intrării în biserică cu ocazia transferării ei în Slobozia ne oferă informații despre trecutul ei: "Cu vrerea tatălui, cu lucrarea fiului și săvârșirea sfântului duh s-au înălțat la Poiana de Jos această sfântă biserică cu hramul "Sfîntul Nicolae" la anul 1737. Ctitor boier Răducan Tarca cu familia din purtarea de grijă a ipodiaconului Răzvan Ciuca la 1979 a fost mutată la Poiana de Sus iar în 2000 a fost adusă la Slobozia. Strămutarea a fost făcută cu binecuvântarea și sprijinul P.S. Dr. Damaschin Coravu Episcopul Sloboziei și Călărașilor și prin osteneala celor de la Muzeul Agriculturii din România, Director Răzvan Ciuca și a Consiliului Județean Ialomița - președinte Gheorghe Savu. Bolta a fost pictată de maestrul Ion Nicodim. Slujba de târnosire s-a săvârșit la 17 decembrie 2000 biserica primind și hramul "Buna vestire". Preot paroh P.C. Dragoș Stanciu."
Construită din lemn de stejar, biserica are un plan dreptunghiular (lungimea bisericii 16,10 m iar lățimea 6,30 m), absida altarului fiind nedecroșată cu patru laturi. O mică fereastră este făcută în peretele absidei, lumina intrând dinspre răsărit. Acoperișul, unic pentru întreg edificiul este din șindrilă. În partea de vest a bisericii se află turnul-clopotniță așezat peste pridvorul deschis.
Intrarea în biserică se face pe latura de vest, prin pridvor. Portalul ușii de la intrare prezintă decorațiuni realizate prin incizare, decorațiuni printre care se remarcă crucea așezată în partea de sus a portalului. Pridvorul are 6 stâlpi iar grinzile care îi leagă sunt ornate sub forma unor acolade. În interior, spațiul destinat cultului esre împărțit tradițional:pronaos, naos și altar. O boltă semicirculară acoperă naosul dar și absida altarului.
În pridvor regăsim piatra de mormânt (lungime 153 cm și lățime 81 cm) aparținând familiei ctitorului: "Supt această piatră odihnesc oasele robii lui Dumnezeu Chirca, Stan, Dragomir, Safta, Dumitrașco, Petco, Gheorghe, Tudorachi, Dobre, Maria, Tudora, Voica, Maria, Tudora, Stan, Pena, Matei, Radu, Ancuța, Dumitru, Dobre, Zamfira, Ivan, Zaharia și Pavel"

## Imagini

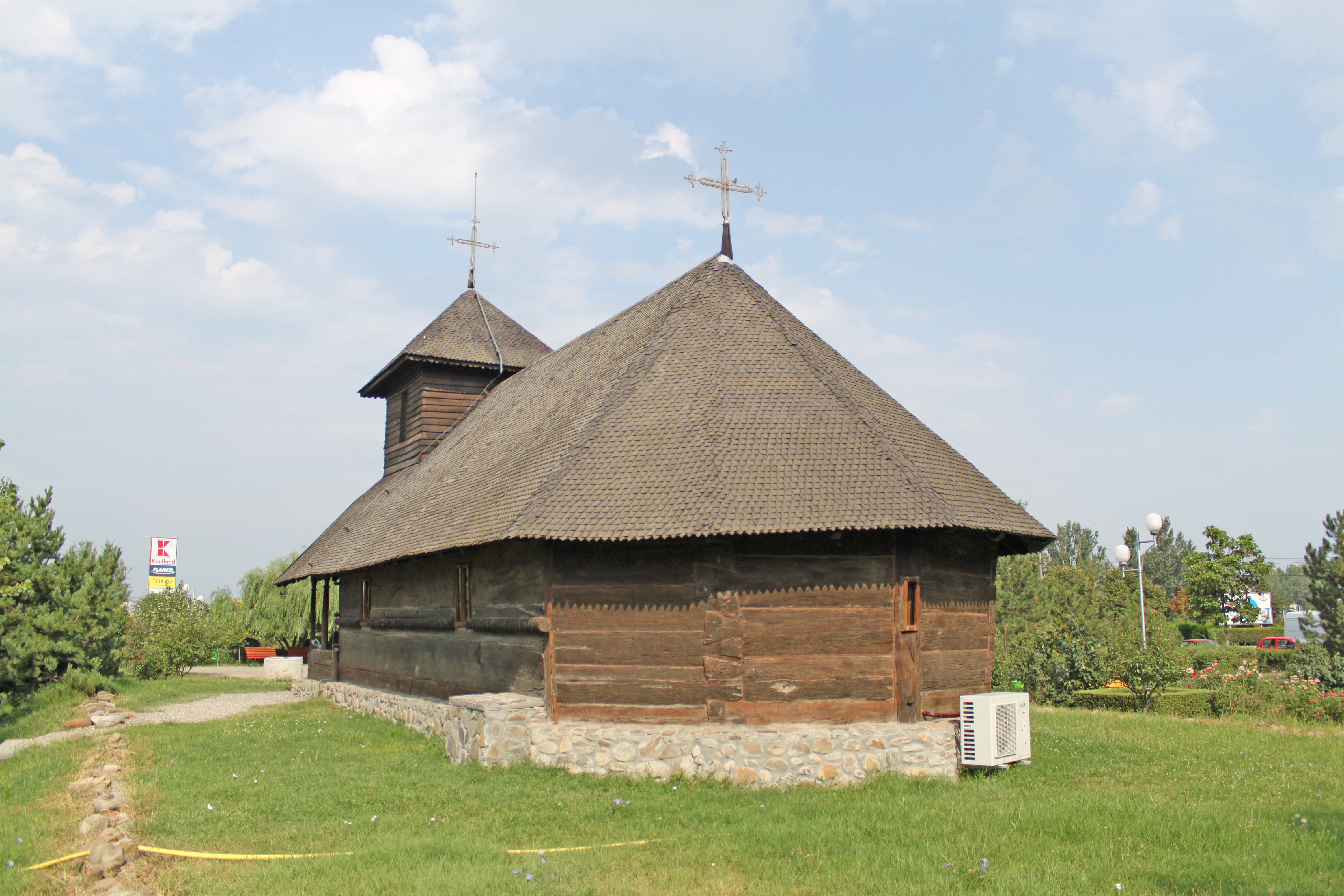
Vedere din sud-est
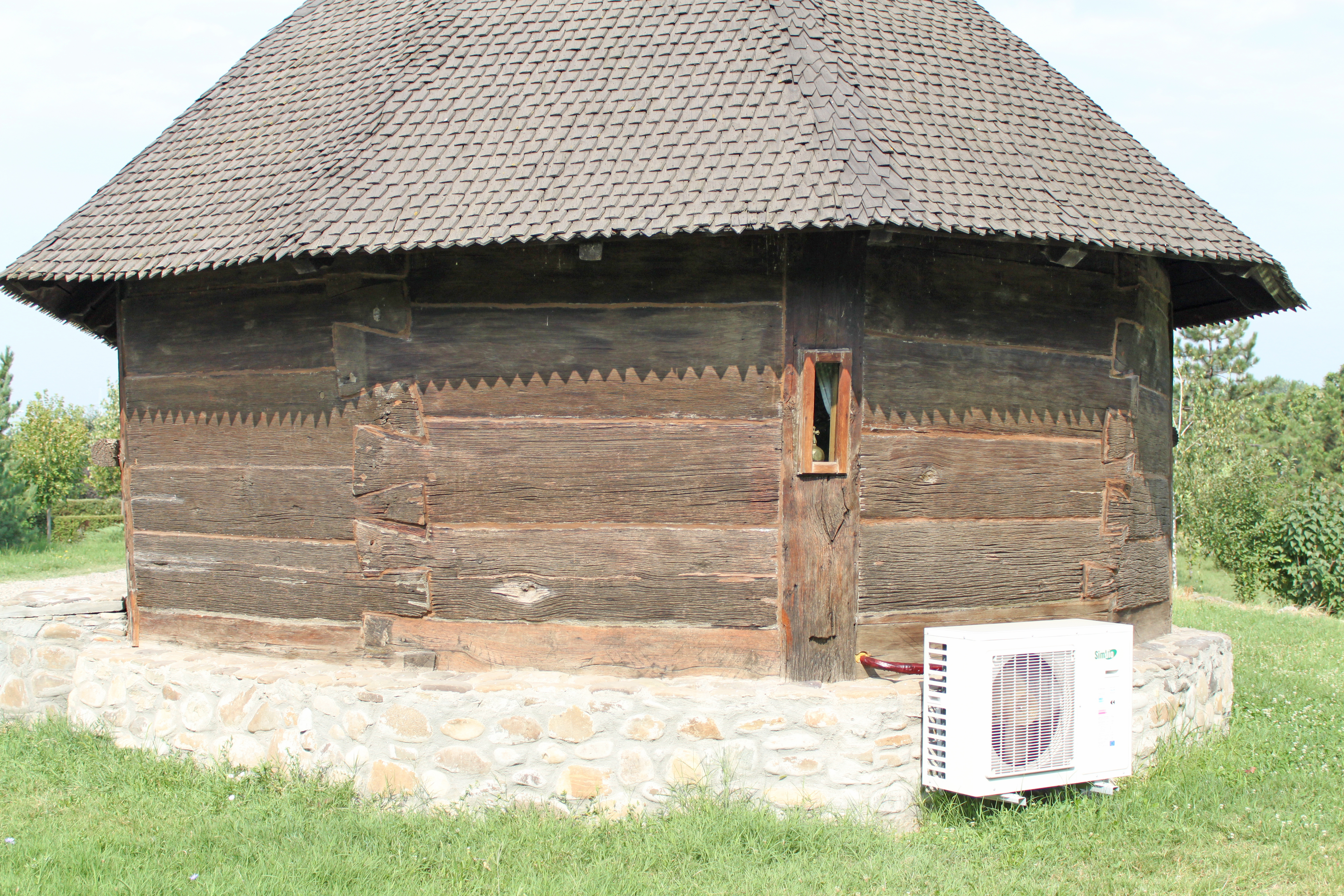
Absida altarului
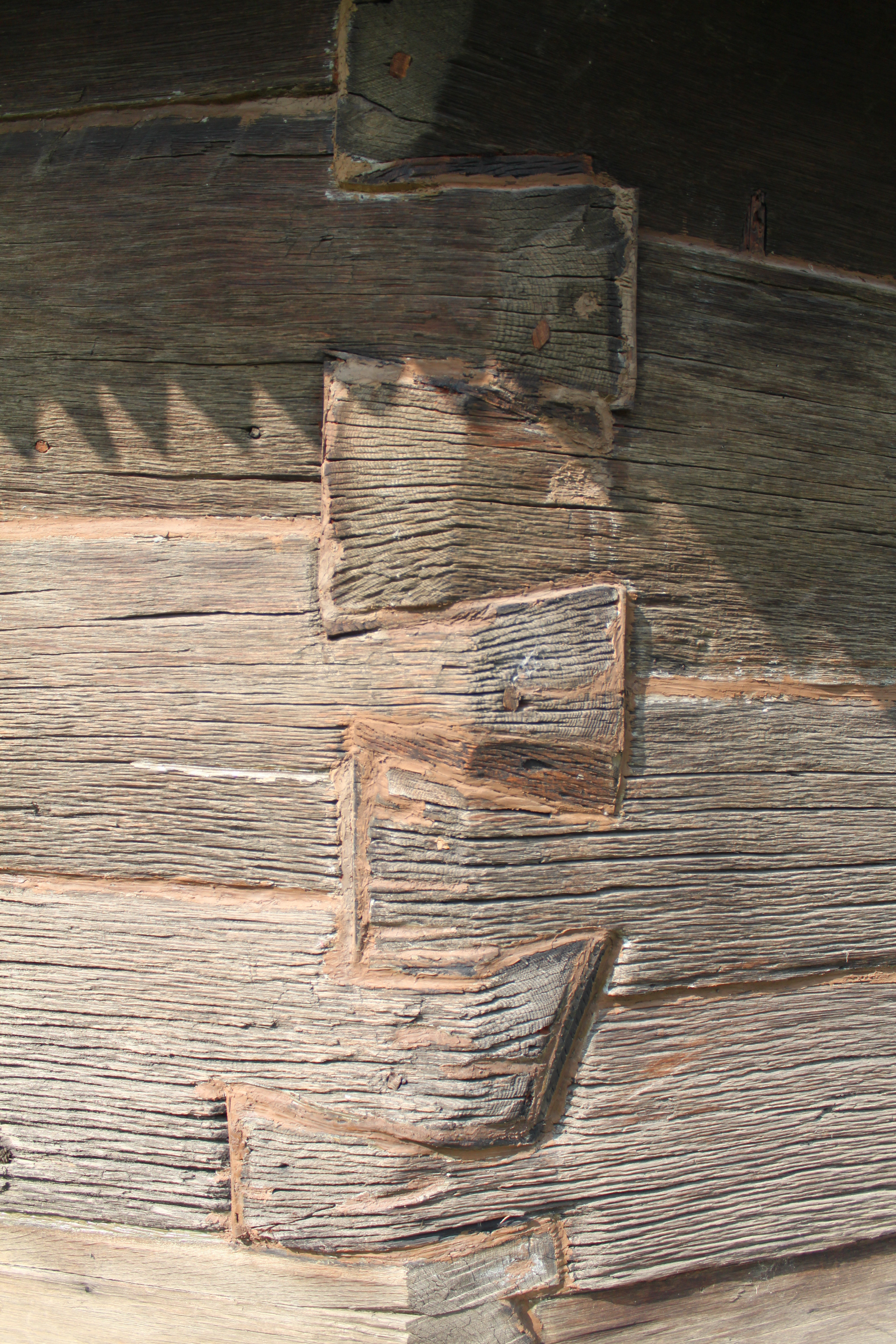
Îmbinare de bârne
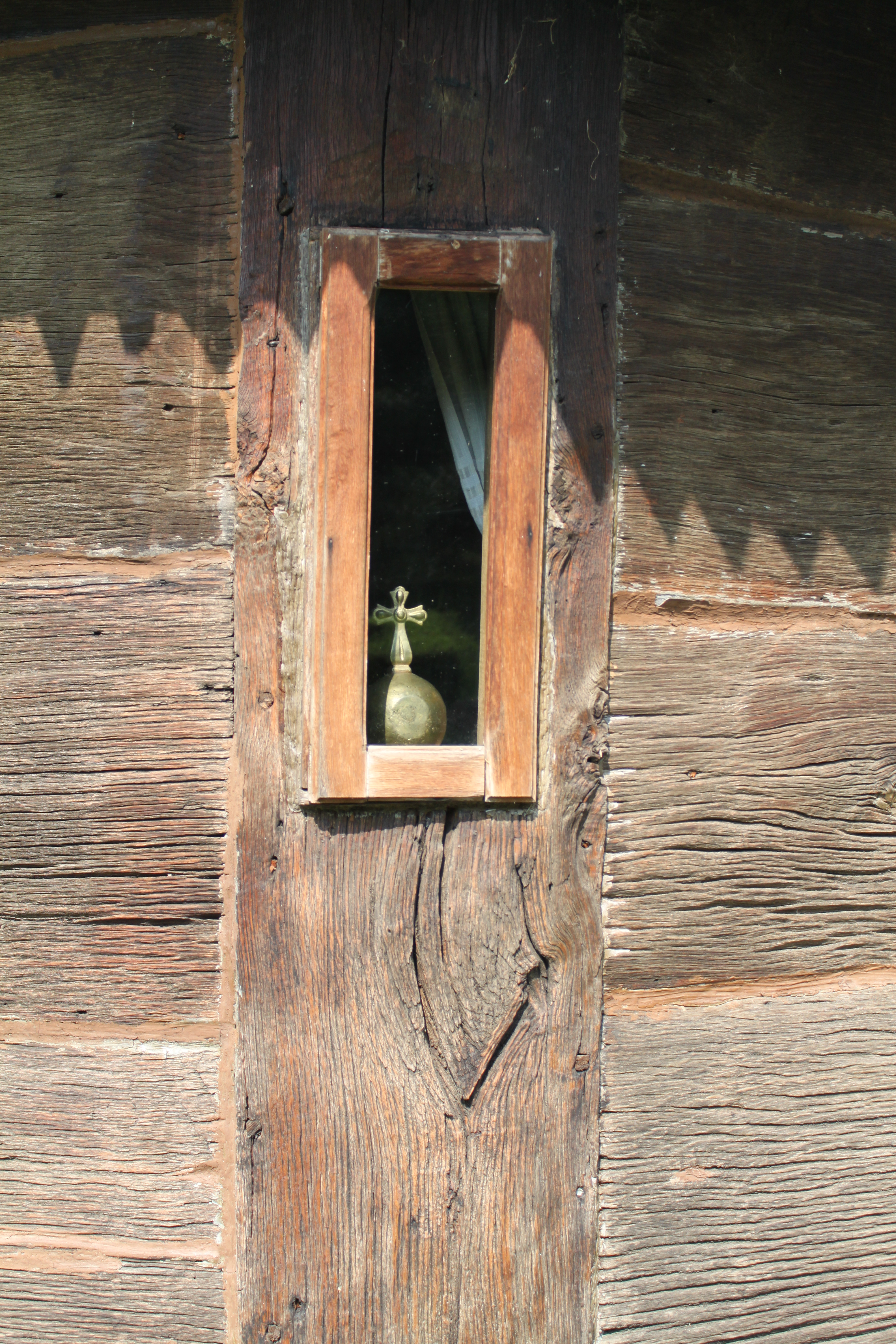
Fereastra altarului
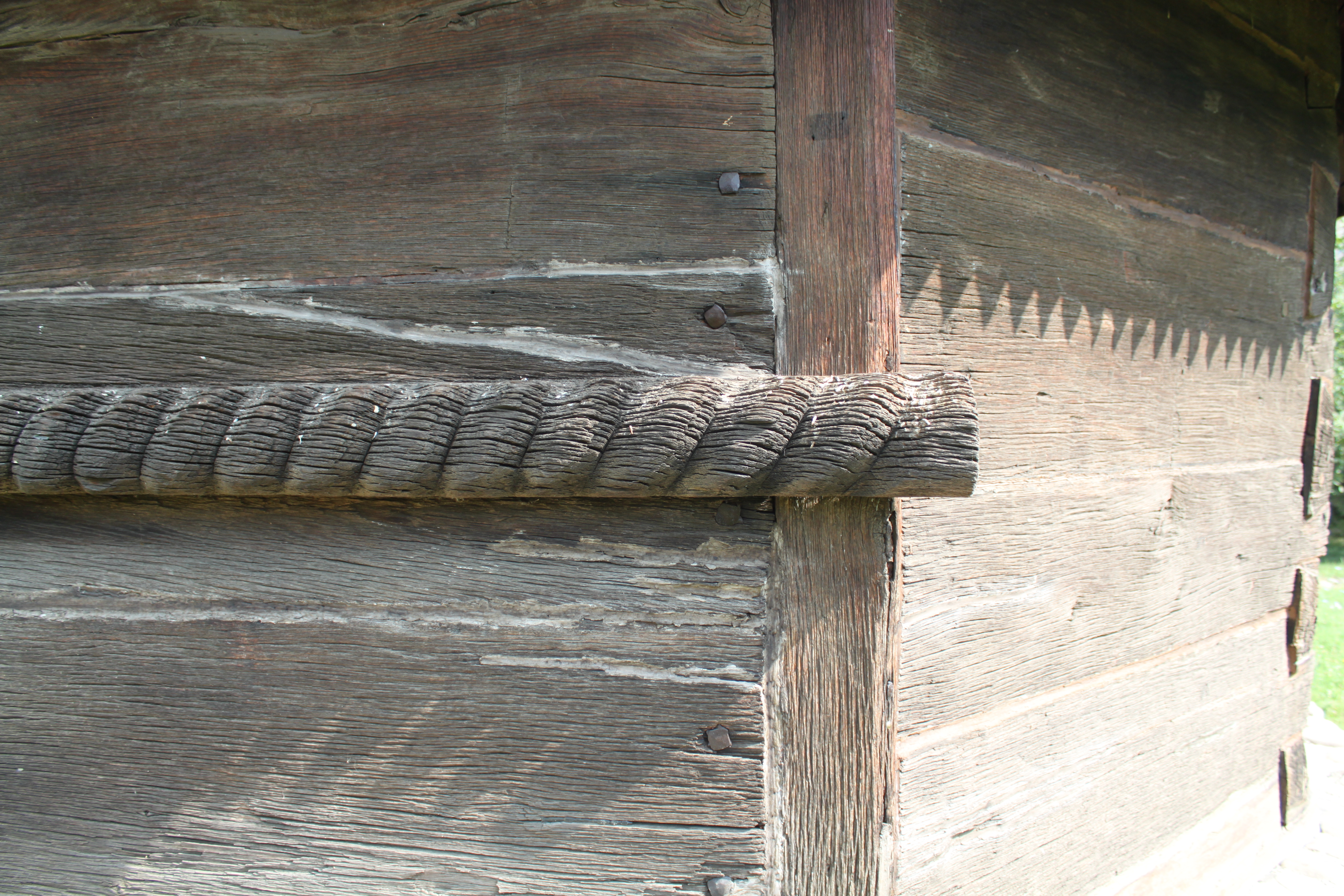
Capătul frânghiei
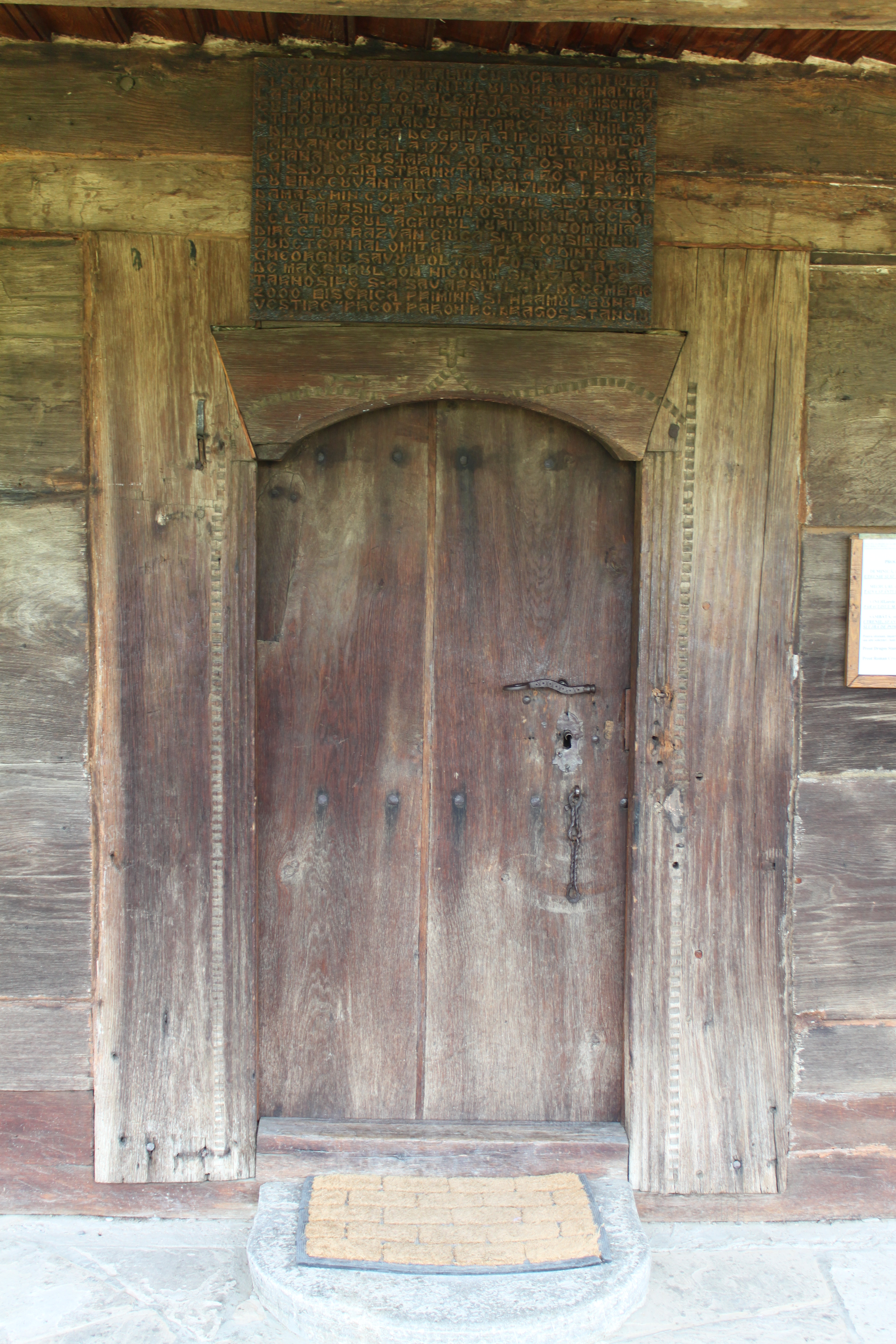
Intrarea în biserică
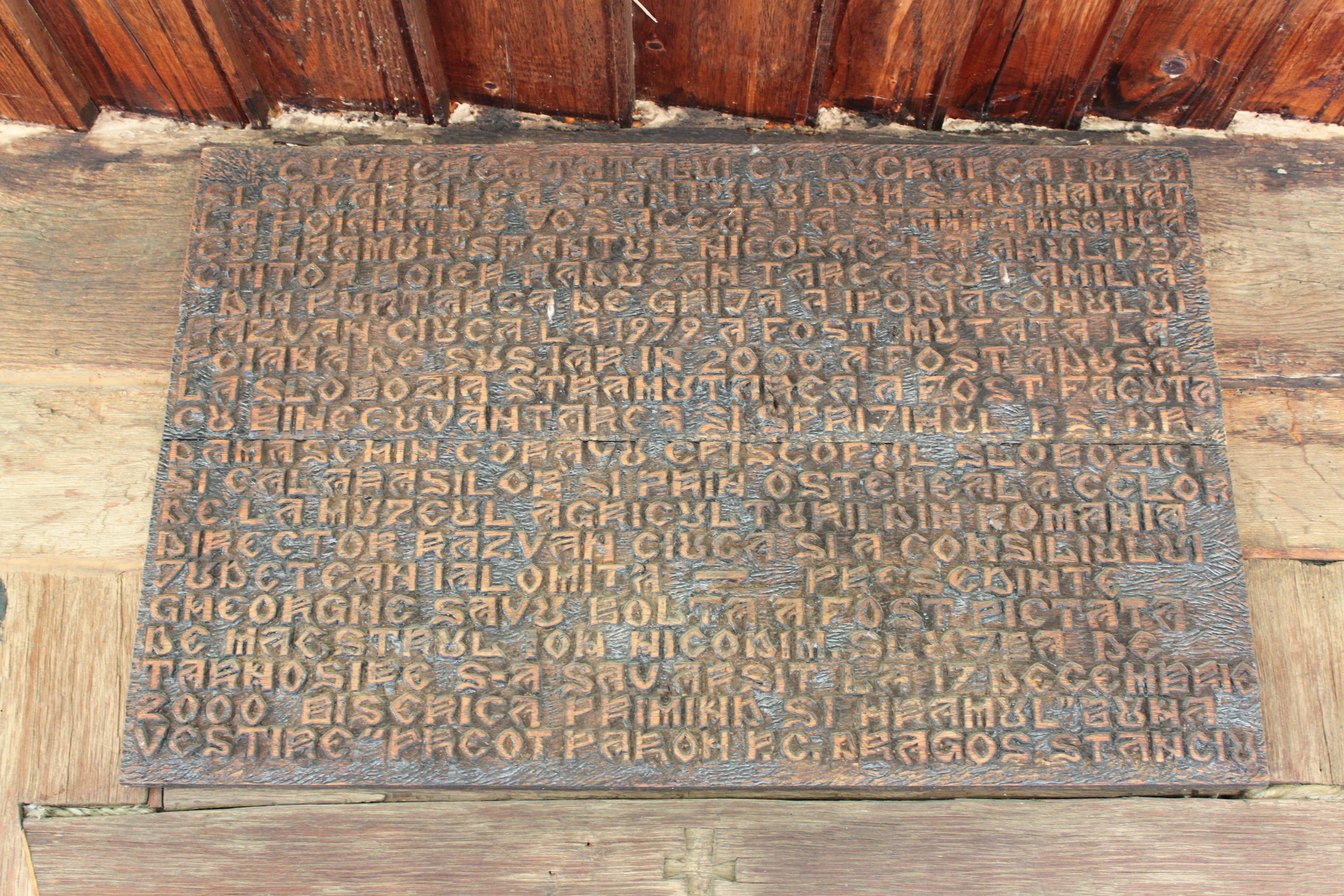
Pisania
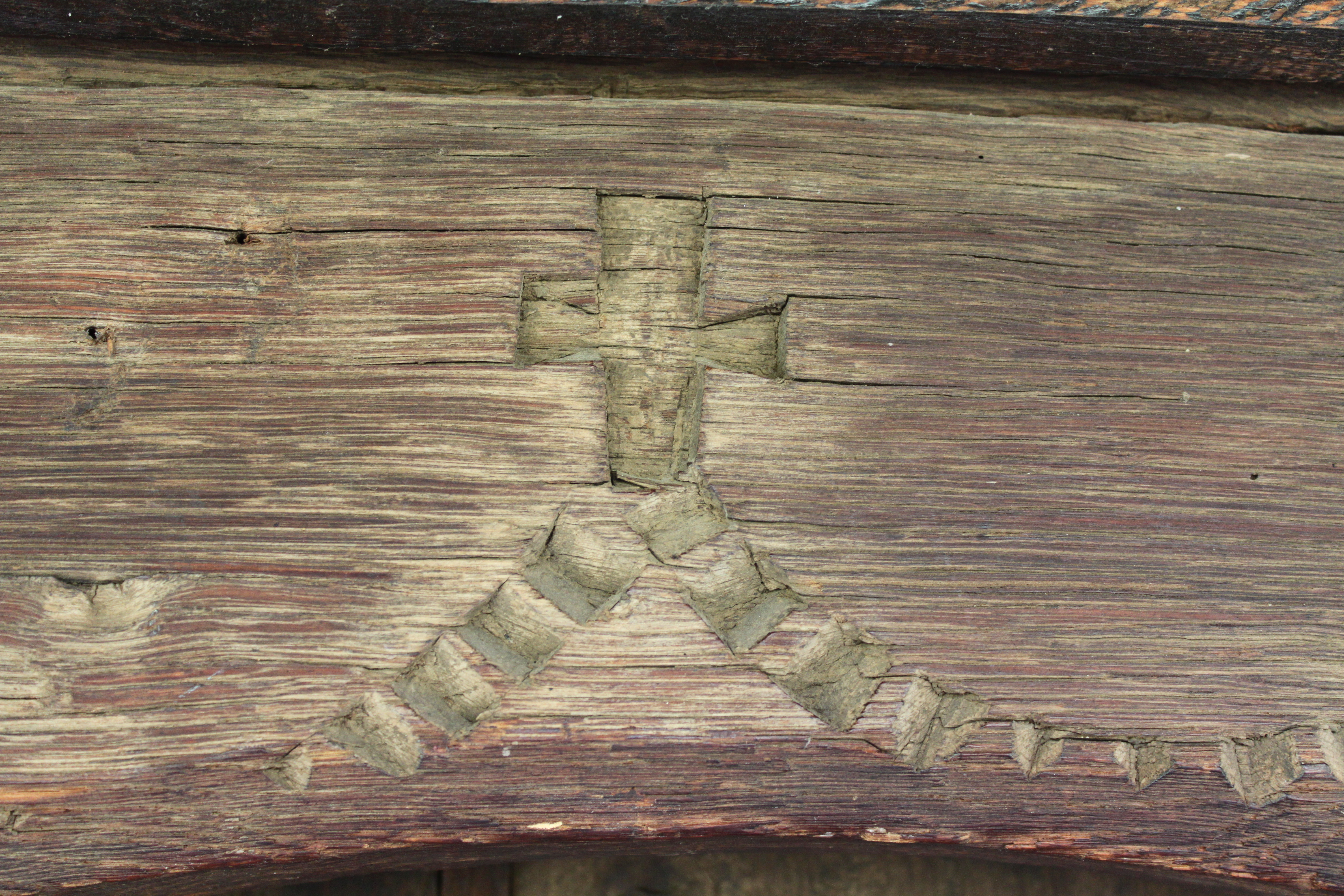
Detaliu portal
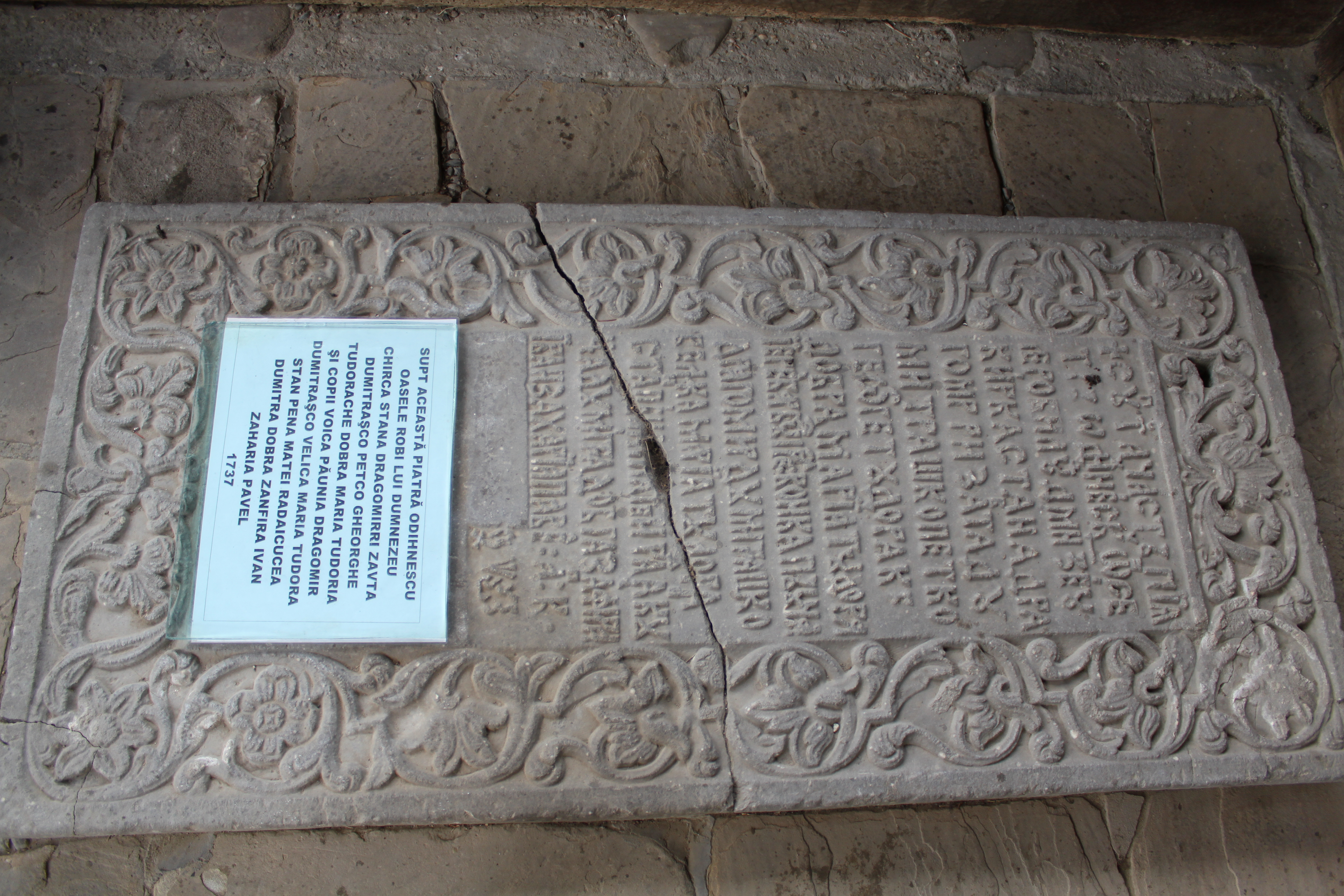
Piatra de mormânt din pridvorul bisericii
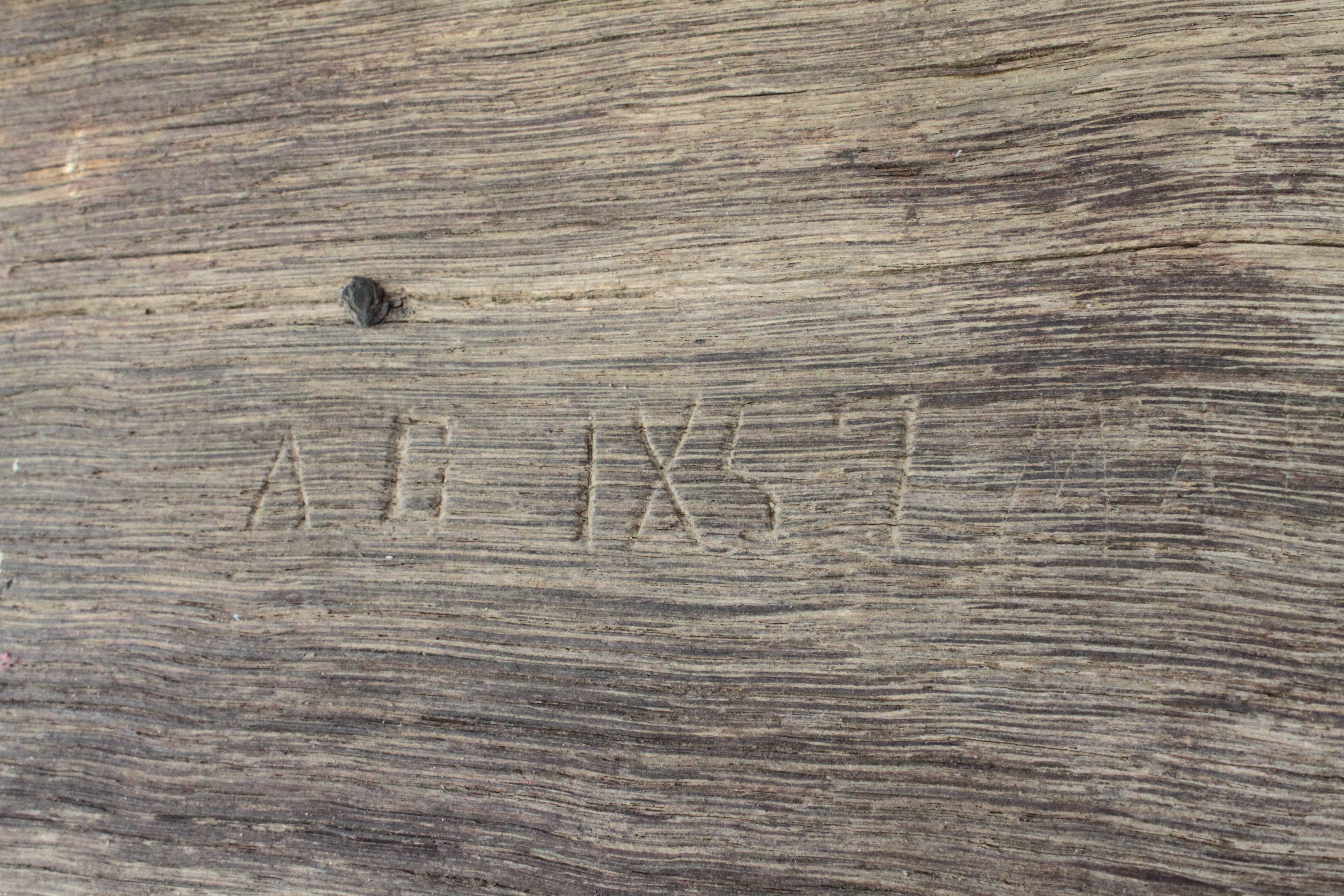
Inscripţia din 1857
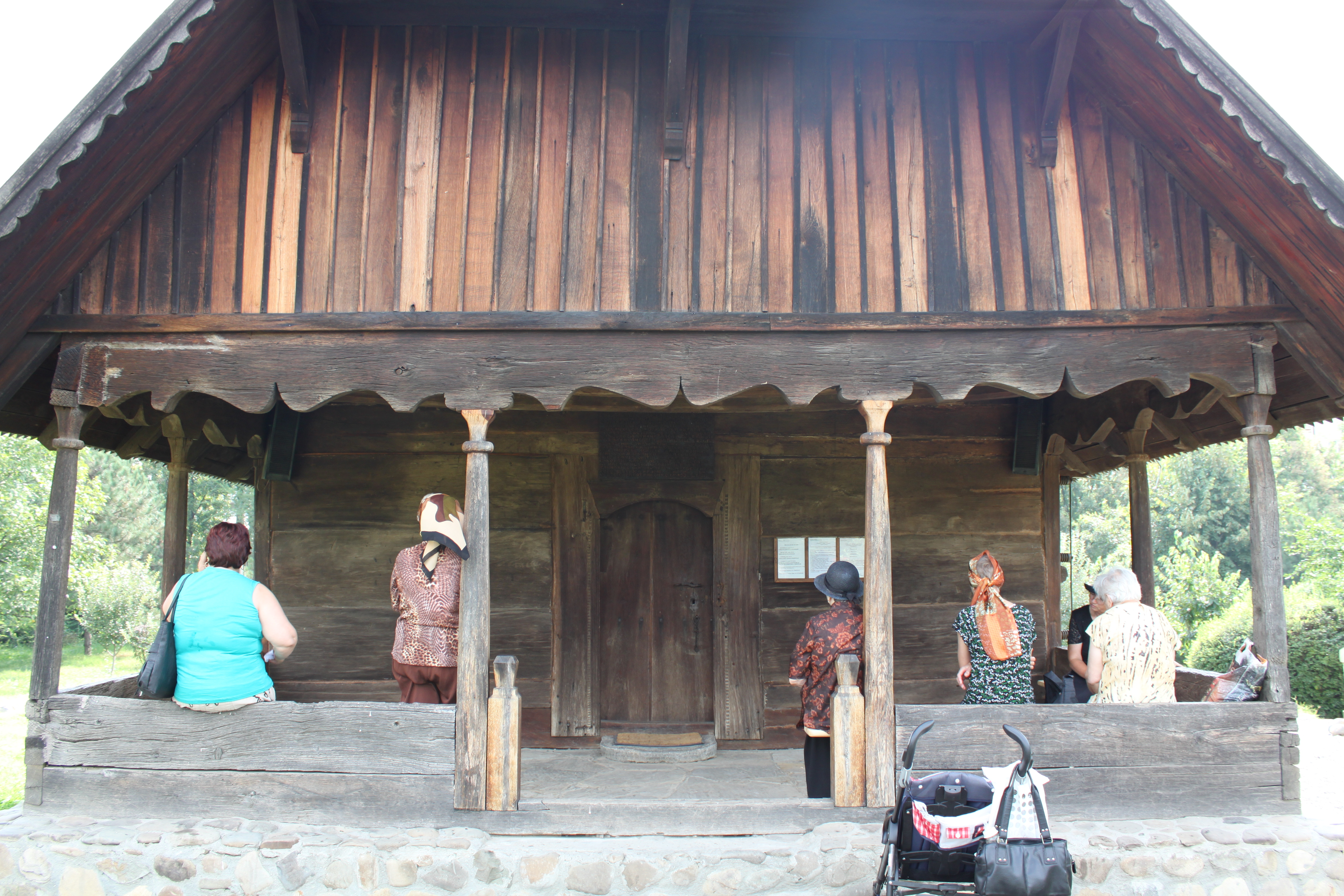
Pridvorul
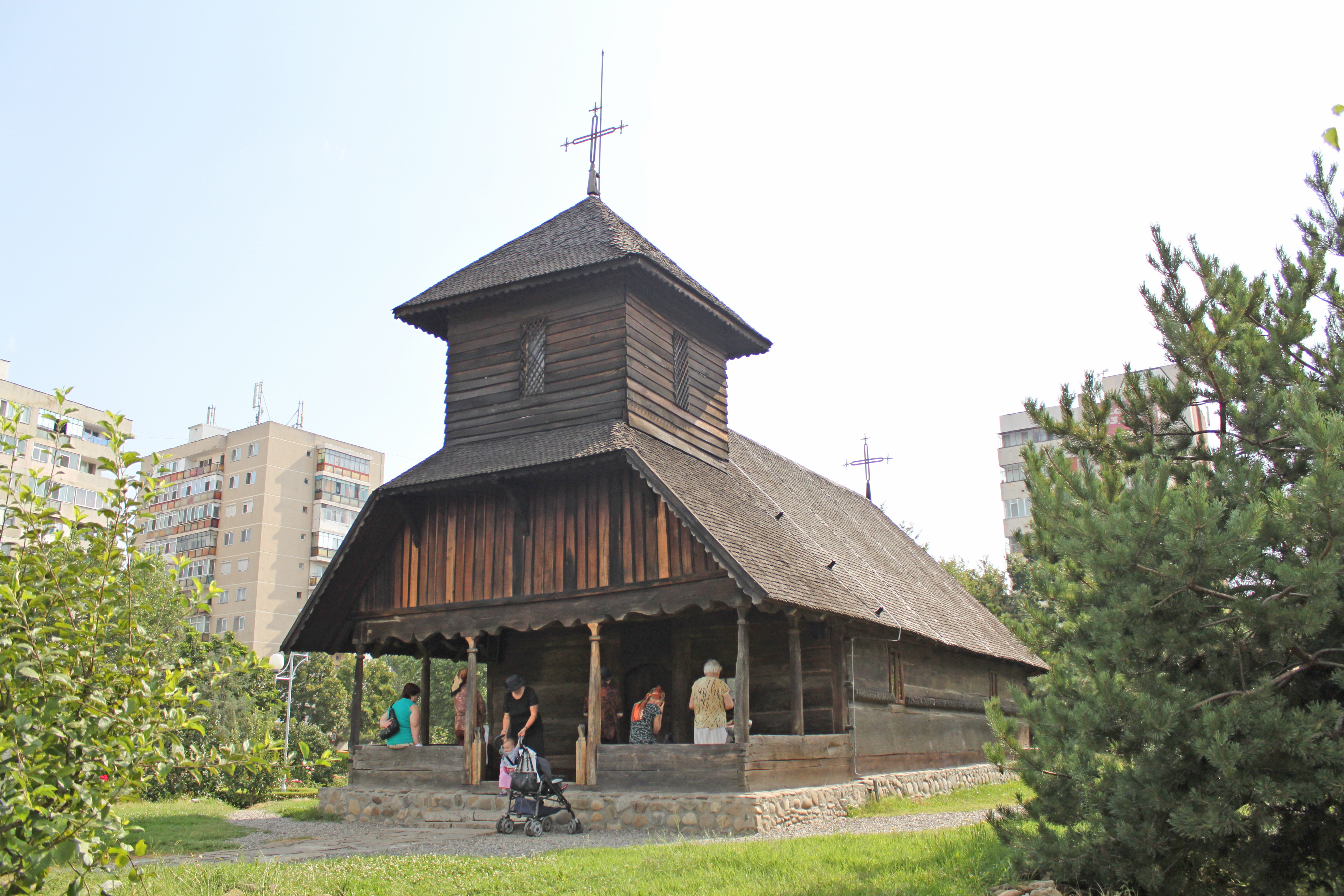
Vedere din sud-est